# Pilões (kommun i Brasilien, Paraíba)
Pilões är en kommun i Brasilien.   Den ligger i delstaten Paraíba, i den östra delen av landet, 1 700 km nordost om huvudstaden Brasília. Antalet invånare är 6 978. Arean är 64 kvadratkilometer.
Terrängen i Pilões är kuperad österut, men västerut är den platt.
Omgivningarna runt Pilões är en mosaik av jordbruksmark och naturlig växtlighet. Runt Pilões är det ganska tätbefolkat, med 139 invånare per kvadratkilometer.